# Текэу, Хория
Хория Текэу или Хоря Текэу (рум. Horia Tecău; родился 19 января 1985 года в Констанце, Румыния) — румынский профессиональный теннисист; серебряный призёр Олимпийских игр 2016 года в парном разряде с Флорином Мерджа; победитель двух турниров Большого шлема в парном разряде (Уимблдон-2015, Открытый чемпионат США-2017); победитель одного турнира Большого шлема в миксте (Открытый чемпионат Австралии-2012); финалист четырёх турниров Большого шлема (трижды — в парном разряде, один раз — в миксте); победитель 38 турниров ATP в парном разряде; бывшая вторая ракетка мира в парном разряде.
В юниорах: победитель двух юниорских турниров Большого шлема в парном разряде (Уимблдон-2002, -2003); финалист двух юниорских турниров Большого шлема в парном разряде (Открытый чемпионат Австралии-2002, -2003); финалист парного турнира Orange Bowl (2002); бывшая первая ракетка мира в юниорском парном разряде.

## Общая информация
Хория — один из двух сыновей Ромео и Доринелы Текэу; его старшего брата зовут Андрей. Кроме Хории никто в семье более не занят в профессиональном спорте: отец работает в полиции, мать — в электрической компании, а старший брат — в банке
Текэу-младший в теннисе с семи лет; любимое покрытие — хард.

## Спортивная карьера

### 2000—2008
Хория с юниорских лет неплохо проявлял себя на международных соревнованиях. Уже в этот период ему удавалось показывать более высокие результаты в парном разряде, где Текэу регулярно доходил до решающих стадий юниорских турниров Большого шлема и стал первой ракеткой мира (он и его соотечественник Флорин Мерджа стали первыми румынами, которым удалось достичь подобного уровня результатов в старших юниорских соревнованиях), однако и в одиночном разряде к концу этого периода своей карьеры он смог добраться до полуфинала турнира Большого шлема и взобраться на двенадцатую строчку рейтинга. В 2002 и 2003 года Мерджа и Текэу смогли выиграть парные соревнования юниорского Уимблдонского турнира.
Во взрослом туре Хория дебютировал достаточно рано: уже в 15 лет он начал играть домашние турниры младших серий профессионального тура. Следующие девять лет Текэу активно играл соревнования туров «Фьючерс» и «Челленджер», но крайне редко доходил до решающих стадий на хоть сколько-нибудь крупных турнирах. Лучшими результатами его карьеры стала пара полуфиналов на «челленджерах» в Северной Америке и 326-я строчка рейтинга; несколько попыток пройти квалификацию на соревнованиях основного тура закончились для него безрезультатно. Убедившись в бесперспективности своих игр в одиночном разряде румын в июне 2009 года завершает свою карьеру в подобных играх.
Парная карьера в протуре первое время проходила вместе с Флорином Мерджой: в начале 2000-х годов они выиграли немало турниров серии «Фьючерс», а в 2003 году дебютировали в национальной команде в Кубке Дэвиса. 18-летние теннисисты сыграли в парном матче встречи против сборной Эквадора, где смогли переиграть в пяти сетах братьев Лапентти, причём решающая партия завершилась лишь по истечении 24-го гейма. Через год пришёл первый титул на соревнованиях серии «Челленджер»: Хория и Флорин выиграли приз в Тимишоаре, однако упор на одиночные турниры некоторое время не давал возможности сколько-нибудь часто играть подобные турниры, ограничивая возможный рост рейтинга. К 2006 году удалось немного стабилизировать результаты в сольных турнирах, что позволило сыграть сразу серию «челленджеров» и подняться в топ-300 парного рейтинга.
В 2007 году одиночные результаты вновь падали, но Хория, поняв свой возможный уровень в парном разряде, по возможности пытался играть достаточное число крупных турниров. В марте, по протекции национальной федерации, удаётся получить шанс сыграть на крупном турнире в Майами. Текэу и Бенедикт Дорш попали в первом же круге на пару Томаш Бердых / Иван Любичич и уступили им лишь на решающем тай-брейке.
Постепенно парные турниры стали главенствующей частью календаря румына: сотрудничая с различными партнёрами он к лету 2008 года стабильно доходил до решающих стадий на «челленджерах» и входит в элитную сотню рейтинга. На Открытом чемпионате Франции Хория, в паре с Флорином Мерджой, дебютировал в основной сетке взрослого турнира серии Большого шлема; сходу удалось выиграть матч — румыны побеждают пару Густаво Куэртен / Себастьян Грожан. До конца того года Текэу, вместе с Ивом Аллегро, ещё несколько раз дошёл до финалов на «челленджерах», закрепляясь в топ-100.

### 2009—2011 (финалы Уимблдона)
В 2009-м году Хория сделал ещё один качественный рывок в результатах: кроме традиционных стабильных результатов на «челленджерах» ему удалось постепенно улучшить и результаты на соревнованиях основного тура: здесь партнёром Текэу выступил постепенно завершающий свою игровую карьеру соотечественник Андрей Павел. В начале сезона румыны вышли в третий круг на Открытого чемпионата Австралии, позже достигли первого для Хории финала на турнирах подобного уровня: в Кицбюэле. До конца того сезона Текэу ещё несколько раз дошёл до решающих стадий подобных соревнований, сотрудничая с Виктором Ханеску и Ивом Аллегро. К концу года румын поднялся в топ-50.
2010 год вновь начался с чехарды партнёров, но один из альянсов удалось довести до титула: вместе с новозеландцем Маркусом Даниэллом Хория побеждает в Окленде. Далее он пробовал наиграть сочетание с бразильцем Андре Са, но не выиграв на четырёх совместных турнирах ни матча разрывает союз. К турниру серии Мастерс в Майами удалось договориться о сотрудничестве со шведом Робертом Линдстедтом. Этот выбор оказался весьма удачен: уже на своём втором турнире пара берёт титул, побеждая на соревнованиях в Касабланке. В весенний грунтовый отрезок сезона особых результатов добиться не удалось, а вот на траве швед и румын оказались серьёзной силой: сначала они берут титул в Хертогенбосе, переиграв в финале Леандра Паеса и Лукаша Длоуги, а затем добрались до этой же стадии на Уимблдоне, переиграв Махеша Бхупати / Максима Мирного и уступив Юргену Мельцеру / Филиппу Пецшнеру. Финальный отрезок сезона принёс ещё два небольших титула и место в топ-20 рейтинга.
В начале следующего сезона Роберт некоторое время не играл из-за проблем с икроножными мышцами правой ноги, но выросшее мастерство позволило Текэу сразу показывать результат даже со временными партнёрами: в Загребе он победил вместе с Диком Норманом, а несколько недель спустя в Акапулько — вместе с Виктором Ханеску. В марте вернулся в строй Роберт; интернациональная пара быстро вернулась к своим лучшим результатам: уверенная игра на мелких турнирах постепенно перешла в результаты и на более крупных соревнованиях — Текэу и Линдстедт отметились в четвертьфиналах в Риме и на Ролан Гаррос, второй год подряд они вышли в финал Уимблдона (на этот раз уступив братьям Брайанам). Во время завершавшего год хардового отрезка календаря пара также оказалась весьма сильна: румын и швед отметились в финале турниров в Вашингтоне и Пекине, сыграли в четвертьфинале Открытого чемпионата США и отобрались на итоговый турнир. В этом же году удалось впервые добиться чего-то серьёзного в миксте: вместе с Бетани Маттек-Сандс Текэу добрался до полуфинала на Открытого чемпионата Австралии.

### 2012—2013 (финал Уимблдона и титул в миксте в Австралии)
Сезон-2012 стал завершающим для этого периода альянса румына и шведа. Они стабильно провели весь год, отметившись в полуфинале Открытого чемпионата Австралии и в третий раз дойдя до решающего матча на Уимблдоне; дважды в том сезоне им удалось добраться до финалов соревнований серии Мастерс (в Мадриде они уступили Мариушу Фирстенбергу / Марцину Матковскому, а в Цинциннати переиграли Махеша Бхупати / Рохана Бопанну) и ещё дважды они оступались в полуфинале. Стабильные результаты позволили им к августу не только войти в топ-10, но и совместно занять там пятую строчку. Концовка сотрудничества не получилось яркой: на заключительных Мастерсах и Итоговом турнире в сумме был выигран лишь один матч (победа, правда, пришлась на последний матч в группе на Итоговом, где соперниками были последние уимблдонские обидчики — Джонатан Маррей и Фредерик Нильсен).
Успехи Хории в парном разряде были отмечены Национальным Олимпийским Комитетом: на открытии Олимпиады-2012 ему была доверена роль знаменосца.
Был в 2012 году и первый титул на турнирах Большого шлема: вместе с Маттек-Сандс Текэу выиграл Открытый чемпионат Австралии, взяв титул в матче с Леандром Паесом и Еленой Весниной.
Результаты матчей
| Раунд      | Соперники                        | Посев | Счёт            |
| ---------- | -------------------------------- | ----- | --------------- |
| 1 раунд    | Луция Градецкая Франтишек Чермак |       | 4-6 6-3 [10-6]  |
| 2 раунд    | Ярослава Шведова Энди Рам        |       | 6-4 7-6(2)      |
| 1/4 финала | Ярмила Гайдошова Бруно Соарес    | WC    | 4-6 6-1 [13-11] |
| 1/2 финала | Саня Мирза Махеш Бхупати         | 6     | 6-3 6-3         |
| Финал      | Елена Веснина Леандер Паес       | 5     | 6-3 5-7 [10-3]  |

В 2013 году Хория попробовал сыграть с Максимом Мирным. На первом совместном соревновании европейцы дошли до финала, но до конца зимне-весеннего хардового сезона практически ничего не добились: на Открытом чемпионате Австралии уступив уже во втором круге, а мартовские турниры серии Мастерс пропустив из-за проблем с икроножной мышцей у Текэу.
Вернувшись в строй в середине апреля румын вместе со своим белорусским партнёром добился двух четвертьфиналов и одного полуфинала на грунтовых соревнованиях серии Мастерс, а также выиграл домашний бухарестский турнир. К Открытому чемпионату Франции европейцы подошли в статусе пятой пары посева, но реализовать эту позицию не смогли, уступив уже во втором раунде, правда будущим финалистам — альянсу Льодра / Маю.
Короткий травяной сезон принёс локальные удачи на мелких соревнованиях, но на Уимблдоне Текэу и Мирный вновь уступили на ранней стадии — в третьем круге сильнее их оказались ещё одни будущие финалисты — Иван Додиг и Марсело Мело. Летом Хория попробовал сыграть несколько турниром без Максима, но дважды уступил уже на старте. Растерянная уверенность румына в своих силах стала сказываться и при воссоединении с белорусом: на ближайших пяти соревнованиях они выиграли лишь один матч. Осенью Текэу вновь попробовал сыграть с другим партнёром, добившись вместе с Радживом Рамом полуфинала в Куала-Лумпуре, но на китайской связке турниров он вновь воссоединился с Мирным. До конца сезона Максим и Хория выиграли один титул — в Пекине, а также добрались до полуфинала Мастерса Париже. Сезон со множеством провальных турниров не позволил европейской паре отобраться на Итоговый турнир АТП, а в 2014 году они приняли решение не продолжать сотрудничество.

### 2014—2015 (победа на Уимблдоне)
В новом сезоне 2014 года партнёром румына выступил нидерландец Жан-Жюльен Ройер, проведший предыдущие два сезона вместе с пакистанцем Айсамом-уль-Хаком Куреши. Это партнёрство принесло Текэу в итоге главные титулы и результаты в его карьере. Новый альянс первое время был не слишком успешен на крупных турнирах, собирая основную массу очков на соревнованиях двух младших категорий основного тура, где выиграл сразу восемь титулов (пять — на турнирах базовой серии и три — на соревнованиях побольше). На турнирах Большого шлема румын и нидерландец ни разу не прошли дальше третьего раунда, а на соревнованиях серии Мастерс впервые пробились хотя бы в полуфинал лишь в Париже, на самом финише регулярного сезона. Общая нестабильность соперников, тем не менее, позволила им завершить год на пятой строчке в чемпионской гонке, но отсутствие статусных побед сказалось на Итоговом чемпионате, где Хория и Жан-Жюльен уступили все три матча на предварительном этапе. Начавшееся в 2013 году сотрудничество с Саней Мирзой в соревнованиях среди смешанных пар принесло первый финал — на Открытом чемпионате Австралии румыно-индийская пара уступила в решающем матче Даниэлю Нестору и Кристине Младенович, до этого обыграв действующих чемпионов — Мэттью Эбдена и Ярмилу Гайдошову. На следующих турнирах альянс не имел такого рода успехов и после Уимблдона пара прекратила сотрудничество.
2015 год начался несколько более успешно: Ройер и Текэу смогли подтянуть свои результаты и на крупных соревнованиях. На Открытом чемпионате Австралии их дуэт прошёл в полуфинал, уступив лишь будущим чемпионам: Фабио Фоньини и Симоне Болелли. В феврале они взяли первый титул в сезоне на зальном турнире в Роттердаме. В начале июня на Открытом чемпионате Франции, как и в Австралии, Ройер и Текэу остановились в шаге от решающего матча, пройдя в полуфинал. Также до 1/2 финала на кортах Ролан Гаррос Текэу прошёл в миксте, сыграв в одной команде с Катариной Среботник. Зато на Уимблдонском турнире Жан-Жюльен Ройер и Хория Текэу выиграли первый совместный турнир из серии Большого шлема, обыграв в финале Джейми Маррея и Джона Пирса. Текэу стал первым представителем Румынии с 1973 года, кому покорился титул Уимблдона в любом из разрядов. Он смог прервать свою серию из поражений в финалах Уимблдона, до этого он трижды подряд с 2010 по 2012 год выходил в решающий матч с Робертом Линдстедтом и трижды терпел поражение.
| Стадия  | Соперники (посев)                     | Рейтинг   | Счёт                    |
| 1 раунд | Мартин Клижан Лукаш Росол             | 97 / 47   | 3-0 — отказ             |
| 2 раунд | Андре Бегеман Юлиан Ноул              | 45 / 41   | 1-6 3-6 6-4 6-2 [15-13] |
| 3 раунд | Танаси Коккинакис Ллейтон Хьюитт (WC) | 175 / 133 | 7-6(7) 6-3 7-6(1)       |
| 1/4     | Ненад Зимонич Марцин Матковский (7)   | 11 / 17   | 6-4 6-3 7-6(2)          |
| 1/2     | Рохан Бопанна Флорин Мерджа (9)       | 18 / 15   | 4-6 6-2 6-3 4-6 [13-11] |
| Финал   | Джейми Маррей Джон Пирс (13)          | 28 / 27   | 7-6(5) 6-4 6-4          |

На Открытом чемпионате США 2015 года Ройер и Текэу смогли дойти до четвертьфинала. В конце сезонам они выиграли Итоговый турнир года в парном разряде, обыграв в финале пару Рохан Бопанна и Флорин Мерджа со счётом 6-4, 6-3. Это принесло для Хории второе место в парном рейтинге по итогам сезона — самая высокая классификация в его карьере.

### 2016—2017 (серебро Олимпиады и титул в США)
2016 год для дуэта Ройер и Текэу вышел менее удачным чем предыдущий. Лучшим результатом для них на турнирах Большого Шлема стал четвертьфинал Открытого чемпионата Австралии. Зато в миксте в Австралии Текэу удалось дойти до финала в миксте, в альянсе с Коко Вандевеге. В мае Ройер и Текэу смогли выиграть парный приз Мастерса в Мадриде. До этого он смог выиграть небольшой домашний турнир в Бухаресте, где он в рамках подготовки к летним Олимпийским Играм выступил в паре с соотечественником Флорином Мерджой. На Олимпиаде в Рио-де-Жанейро румынская пара смогла завоевать серебряные медали и побороться в решающем матче за чемпионское звание. Мерджа и Текэу в финале проиграли испанской паре Марк Лопес и Рафаэль Надаль со счётом 2-6, 6-3, 4-6. По завершении Олимпиады Текэу продолжил выступать на соревнованиях в паре с Роейером. В августе они смогли дойти до финала Мастерса в Цинциннати. По итогам сезона их пара не смогла отобраться в Итоговый турнир АТП, а Хория скатился в рейтинге за сезон с 2-го на 19-е место.
В 2017 году Ройер и Текэу выступили уже лучше. Первый титул они выиграли в феврале на соревнованиях в Дубае (30-й титул Хории в Мировом туре). Следующую победу они одержали в мае на небольшом турнире в Женеве, а в августе им удалось победить на турнире в Уинстон-Сейлеме. Турниры Большого шлема в 2017 году складывались для Ройера и Текэу не лучшим образом, но на последнем из них в сезоне — Открытом чемпионате США им удалось выиграть титул, ставшим вторым для них на Больших шлемах, после Уимблдона 2015 года. В полуфинале Ройер и Текэу выиграли у первых номеров посева Хенри Континена и Джона Пирса, а в финале оказались сильнее испанского дуэта Марка Лопеса и Фелисиано Лопеса. Хория стал первым представителем Румынии с 1975 года, кому удалось победить на Большом шлеме в США в мужских парах и первый с 1997 года в любом разряде. Благодаря этой победе Текэу смог вернуть себе место в топ-10 парного рейтинга. Также на Открытом чемпионате США румынский теннисист остановился в шаге от финала в миксте, пройдя в полуфинал с американкой Коко Вандевеге.
| Стадия  | Соперники (посев)                 | Рейтинг   | Счёт              |
| 1 раунд | Дамир Джумхур Душан Лайович       | 745 / 212 | 7-6(5) 6-7(4) 6-3 |
| 2 раунд | Лу Яньсюнь Чон Хён                | 339 / 697 | 6-3 6-2           |
| 3 раунд | Марсель Гранольерс Иван Додиг (6) | 14 / 11   | 6-4 6-3           |
| 1/4     | Джейми Маррей Бруно Соарес (4)    | 6 / 7     | 6-1 6-2           |
| 1/2     | Хенри Континен Джон Пирс (1)      | 1 / 2     | 1-6 7-6(5) 7-5    |
| Финал   | Марк Лопес Фелисиано Лопес (11)   | 21 / 24   | 6-4 6-3           |

Осенняя часть сезона 2017 года для Ройера и Текэу прошла без титулов. На Итоговом турнире они не смогли выиграть ни одного матча и заняли последнее место в своей группе. Завершил сезон Текэу на 8-й строчке парного рейтинга.

### 2018—2020
В начале марта 2018 года Ройер и Текэу защитили свой прошлогодний титул на турнире в Дубае. В августе им также удалось второй год подряд выиграть турнир в Уинстон-Сейлеме. На крупных турнирах они сыграли невыразительно. Единственного финала серии Мастерс Ройер и Текэу добились в ноябре в Париже, но проиграли в нём Марселю Гранольерсу и Радживу Раму.
Следующий сезон Ройер и Текэу в целом сыграли на таком же уровне. В мае им удалось победить на грунтовом Мастерсе в Мадриде, в финале которого они переиграли Доминика Тима и Диего Шварцмана — 6-2, 6-3. На Открытом чемпионате Франции они впервые за два сезона доиграли до четвертьфинала Большого шлема. На Уимблдонском турнире Ройер и Текэу также прошли в стадию 1/4 финала. В октябре они выиграли второй турнир в сезоне, став чемпионами соревнований в Базеле. В конце сезона Ройер и Текэу сыграли на Итоговом турнире в Лондоне, где смогли выиграть только один матч из трёх и не вышли из своей группы.

## Рейтинг на конец года
| Год  | Одиночный рейтинг | Парный рейтинг |
| 2021 |                   | 17             |
| 2020 |                   | 22             |
| 2019 |                   | 19             |
| 2018 |                   | 27             |
| 2017 |                   | 8              |
| 2016 |                   | 19             |
| 2015 |                   | 2              |
| 2014 |                   | 16             |
| 2013 |                   | 23             |
| 2012 |                   | 9              |
| 2011 |                   | 12             |
| 2010 |                   | 19             |
| 2009 |                   | 46             |
| 2008 | 1 293             | 87             |
| 2007 | 540               | 175            |
| 2006 | 429               | 258            |
| 2005 | 399               | 511            |
| 2004 | 372               | 215            |
| 2003 | 959               | 495            |
| 2002 | 1 331             | 1 536          |

По данным официального сайта ATP на последнюю неделю года.

## Выступления на турнирах

### Финалы челленджеров и фьючерсов в одиночном разряде (6)

#### Победы (5)
| Условные обозначения |
| Челленджеры (0+8)*   |
| Фьючерсы (5+12)      |

| Титулы по покрытиям | Титулы по месту проведения матчей турнира |
| ------------------- | ----------------------------------------- |
| Хард (4+8)*         | Зал (0+2)                                 |
| Грунт (0+11)        | Зал (0+2)                                 |
| Трава (1)           | Открытый воздух (5+18)                    |
| Ковёр (0+1)         | Открытый воздух (5+18)                    |

* количество побед в одиночном разряде + количество побед в парном разряде.
| №  | Дата            | Турнир                     | Покрытие | Соперник в финале | Счёт            |
| 1. | 23 мая 2004     | Эр-Рияд, Саудовская Аравия | Хард     | Торстен Попп      | 6-4 2-6 6-3     |
| 2. | 10 октября 2004 | Лагуна-Нигел, США          | Хард     | Уэйн Одесник      | 6-3 6-2         |
| 3. | 14 ноября 2004  | Ваиколоа-Виллидж, США      | Хард     | Уэйн Одесник      | 6-4 6-4         |
| 4. | 30 января 2005  | Ки-Бискейн, США            | Хард     | Генри Аджей-Дарко | 6-3 6-7(13) 6-3 |
| 5. | 27 ноября 2005  | Бармера, Австралия         | Трава    | Люк Буржуа        | 3-6 6-2 7-5     |

#### Поражения (1)
| №  | Дата            | Турнир          | Покрытие | Соперник в финале | Счёт        |
| 1. | 25 февраля 2007 | Браунсвилл, США | Хард     | Уэсли Уайтхаус    | 3-6 6-3 5-7 |

### Финалы турниров Большого шлема в парном разряде (5)

#### Победы (2)
| №  | Год  | Турнир                 | Покрытие | Партнёр          | Соперники в финале         | Счёт           |
| 1. | 2015 | Уимблдон               | Трава    | Жан-Жюльен Ройер | Джейми Маррей Джон Пирс    | 7-6(5) 6-4 6-4 |
| 2. | 2017 | Открытый чемпионат США | Хард     | Жан-Жюльен Ройер | Марк Лопес Фелисиано Лопес | 6-4 6-3        |

#### Поражения (3)
| №  | Год  | Турнир       | Покрытие | Партнёр          | Соперники в финале               | Счёт                      |
| 1. | 2010 | Уимблдон     | Трава    | Роберт Линдстедт | Юрген Мельцер Филипп Пецшнер     | 1-6 5-7 5-7               |
| 2. | 2011 | Уимблдон (2) | Трава    | Роберт Линдстедт | Боб Брайан Майк Брайан           | 3-6 4-6 6-7(2)            |
| 3. | 2012 | Уимблдон (3) | Трава    | Роберт Линдстедт | Джонатан Маррей Фредерик Нильсен | 6-4 4-6 6-7(5) 7-6(5) 3-6 |

### Финалы Итогового турнираATPв парном разряде (1)

#### Победы (1)
| №  | Год  | Турнир                 | Покрытие   | Партнёр          | Соперники в финале          | Счёт    |
| 1. | 2015 | Лондон, Великобритания | Хард (зал) | Жан-Жюльен Ройер | Рохан Бопанна Флорин Мерджа | 6-4 6-3 |

### Финалы Олимпийских турниров в парном разряде (1)

#### Поражения (1)
| №  | Дата | Турнир                   | Покрытие | Партнёр       | Соперницы в финале        | Счёт        |
| 1. | 2016 | Рио-де-Жанейро, Бразилия | Хард     | Флорин Мерджа | Марк Лопес Рафаэль Надаль | 2-6 6-3 4-6 |

### Финалы турнировATPв парном разряде (62)

#### Победы (38)
| Легенда                         |
| ------------------------------- |
| Турниры Большого шлема (0+2+1)* |
| Итоговый турнир ATP (0+1)       |
| Олимпиада (0)                   |
| ATP Мастерс 1000 (0+3)          |
| АТР 500 (0+10)                  |
| АТР 250 (0+22)                  |

| Титулы по покрытиям | Титулы по месту проведения матчей турнира |
| ------------------- | ----------------------------------------- |
| Хард (0+18+1)*      | Зал (0+6)                                 |
| Грунт (0+14)        | Зал (0+6)                                 |
| Трава (0+6)         | Открытый воздух (0+32+1)                  |
| Ковёр (0)           | Открытый воздух (0+32+1)                  |

* количество побед в одиночном разряде + количество побед в парном разряде + количество побед в миксте.
| №   | Дата             | Турнир                      | Покрытие   | Партнёр          | Соперники в финале                     | Счёт              |
| 1.  | 16 января 2010   | Окленд, Новая Зеландия      | Хард       | Маркус Даниэлл   | Марсело Мело Бруно Соарес              | 7-5 6-4           |
| 2.  | 10 апреля 2010   | Касабланка, Марокко         | Грунт      | Роберт Линдстедт | Рохан Бопанна Айсам-уль-Хак Куреши     | 6-2 3-6 [10-7]    |
| 3.  | 19 июня 2010     | Хертогенбос, Нидерланды     | Трава      | Роберт Линдстедт | Лукаш Длоуги Леандер Паес              | 1-6 7-5 [10-7]    |
| 4.  | 18 июля 2010     | Бостад, Швеция              | Грунт      | Роберт Линдстедт | Симоне Ваньоцци Андреас Сеппи          | 6-4 7-5           |
| 5.  | 28 августа 2010  | Нью-Хейвен, США             | Хард       | Роберт Линдстедт | Рохан Бопанна Айсам-уль-Хак Куреши     | 6-4 7-5           |
| 6.  | 6 февраля 2011   | Загреб, Хорватия            | Хард (зал) | Дик Норман       | Марсель Гранольерс Марк Лопес          | 6-3 6-4           |
| 7.  | 26 февраля 2011  | Акапулько, Мексика          | Грунт      | Виктор Ханеску   | Марсело Мело Бруно Соарес              | 6-1 6-3           |
| 8.  | 10 апреля 2011   | Касабланка, Марокко (2)     | Грунт      | Роберт Линдстедт | Игорь Зеленай Колин Флеминг            | 6-2 6-1           |
| 9.  | 17 июля 2011     | Бостад, Швеция (2)          | Грунт      | Роберт Линдстедт | Симон Аспелин Андреас Сильестрём       | 6-3 6-3           |
| 10. | 28 апреля 2012   | Бухарест, Румыния           | Грунт      | Роберт Линдстедт | Лукаш Кубот Жереми Шарди               | 7-6(2) 6-3        |
| 11. | 23 июня 2012     | Хертогенбос, Нидерланды (2) | Трава      | Роберт Линдстедт | Хуан Себастьян Кабаль Дмитрий Турсунов | 6-3 7-6(1)        |
| 12. | 15 июля 2012     | Бостад, Швеция (3)          | Грунт      | Роберт Линдстедт | Александр Пейя Бруно Соарес            | 6-3 7-6(5)        |
| 13. | 19 августа 2012  | Цинциннати, США             | Хард       | Роберт Линдстедт | Рохан Бопанна Махеш Бхупати            | 6-4 6-4           |
| 14. | 28 апреля 2013   | Бухарест, Румыния (2)       | Грунт      | Максим Мирный    | Лукаш Длоуги Оливер Марах              | 4-6 6-4 [10-6]    |
| 15. | 22 июня 2013     | Хертогенбос, Нидерланды (3) | Трава      | Максим Мирный    | Андре Бегеман Мартин Эммрих            | 6-3 7-6(4)        |
| 16. | 6 октября 2013   | Пекин, Китай                | Хард       | Максим Мирный    | Андреас Сеппи Фабио Фоньини            | 6-4 6-2           |
| 17. | 9 февраля 2014   | Загреб, Хорватия (2)        | Хард (зал) | Жан-Жюльен Ройер | Филипп Маркс Михал Мертиняк            | 3-6 6-4 [10-2]    |
| 18. | 13 апреля 2014   | Касабланка, Марокко (3)     | Грунт      | Жан-Жюльен Ройер | Томаш Беднарек Лукаш Длоуги            | 6-2 6-2           |
| 19. | 27 апреля 2014   | Бухарест, Румыния (3)       | Грунт      | Жан-Жюльен Ройер | Марцин Матковский Мариуш Фирстенберг   | 6-4 6-4           |
| 20. | 22 июня 2014     | Хертогенбос, Нидерланды (4) | Трава      | Жан-Жюльен Ройер | Сантьяго Гонсалес Скотт Липски         | 6-3 7-6(3)        |
| 21. | 3 августа 2014   | Вашингтон, США              | Хард       | Жан-Жюльен Ройер | Сэмюэль Грот Леандер Паес              | 7-5 6-4           |
| 22. | 28 сентября 2014 | Шэньчжэнь, Китай            | Хард       | Жан-Жюльен Ройер | Сэмюэль Грот Крис Гуччоне              | 6-4 7-6(4)        |
| 23. | 5 октября 2014   | Пекин, Китай (2)            | Хард       | Жан-Жюльен Ройер | Жюльен Беннето Вашек Поспишил          | 6-7(6) 7-5 [10-5] |
| 24. | 26 октября 2014  | Валенсия, Испания           | Хард (зал) | Жан-Жюльен Ройер | Кевин Андерсон Жереми Шарди            | 6-4 6-2           |
| 25. | 15 февраля 2015  | Роттердам, Нидерланды       | Хард (зал) | Жан-Жюльен Ройер | Джейми Маррей Джон Пирс                | 3-6 6-3 [10-8]    |
| 26. | 11 июля 2015     | Уимблдон                    | Трава      | Жан-Жюльен Ройер | Джейми Маррей Джон Пирс                | 7-6(5) 6-4 6-4    |
| 27. | 22 ноября 2015   | Финал Мирового тура ATP     | Хард (зал) | Жан-Жюльен Ройер | Рохан Бопанна Флорин Мерджа            | 6-4 6-3           |
| 28. | 25 апреля 2016   | Бухарест, Румыния (4)       | Грунт      | Флорин Мерджа    | Крис Гуччоне Андре Са                  | 7-5 6-4           |
| 29. | 8 мая 2016       | Мадрид, Испания             | Грунт      | Жан-Жюльен Ройер | Рохан Бопанна Флорин Мерджа            | 6-4 7-6(5)        |
| 30. | 4 марта 2017     | Дубай, ОАЭ                  | Хард       | Жан-Жюльен Ройер | Рохан Бопанна Марцин Матковский        | 4-6 6-3 [10-3]    |
| 31. | 27 мая 2017      | Женева, Швейцария           | Грунт      | Жан-Жюльен Ройер | Хуан Себастьян Кабаль Роберт Фара      | 2-6 7-6(9) [10-6] |
| 32. | 25 августа 2017  | Уинстон-Сейлем, США         | Хард       | Жан-Жюльен Ройер | Хулио Перальта Орасио Себальос         | 6-3 6-4           |
| 33. | 8 сентября 2017  | Открытый чемпионат США      | Хард       | Жан-Жюльен Ройер | Марк Лопес Фелисиано Лопес             | 6-4 6-3           |
| 34. | 3 марта 2018     | Дубай, ОАЭ (2)              | Хард       | Жан-Жюльен Ройер | Леандер Паес Джеймс Серретани          | 6-2 7-6(2)        |
| 35. | 24 августа 2018  | Уинстон-Сейлем, США (2)     | Хард       | Жан-Жюльен Ройер | Леандер Паес Джеймс Серретани          | 6-4 6-2           |
| 36. | 12 мая 2019      | Мадрид, Испания (2)         | Грунт      | Жан-Жюльен Ройер | Доминик Тим Диего Шварцман             | 6-2 6-3           |
| 37. | 27 октября 2019  | Базель, Швейцария           | Хард (зал) | Жан-Жюльен Ройер | Райли Опелка Тейлор Фриц               | 7-5 6-3           |
| 38. | 20 июня 2021     | Халле, Германия             | Трава      | Кевин Кравиц     | Феликс Оже-Альяссим Хуберт Хуркач      | 7-6(4) 6-4        |

#### Поражения (24)
| №   | Дата            | Турнир                    | Покрытие   | Партнёр          | Соперники в финале                   | Счёт                      |
| 1.  | 23 мая 2009     | Кицбюэль, Австрия         | Грунт      | Андрей Павел     | Марсело Мело Андре Са                | 7-6(9) 2-6 [7-10]         |
| 2.  | 19 июля 2009    | Штутгарт, Германия        | Грунт      | Виктор Ханеску   | Михал Мертиняк Франтишек Чермак      | 5-7 4-6                   |
| 3.  | 3 июля 2010     | Уимблдон                  | Трава      | Роберт Линдстедт | Юрген Мельцер Филипп Пецшнер         | 1-6 5-7 5-7               |
| 4.  | 9 января 2011   | Брисбен, Австралия        | Хард       | Роберт Линдстедт | Лукаш Длоуги Пол Хенли               | 4-6 — отказ               |
| 5.  | 18 июня 2011    | Хертогенбос, Нидерланды   | Трава      | Роберт Линдстедт | Даниэле Браччали Франтишек Чермак    | 3-6 6-2 [8-10]            |
| 6.  | 3 июля 2011     | Уимблдон (2)              | Трава      | Роберт Линдстедт | Боб Брайан Майк Брайан               | 3-6 4-6 6-7(2)            |
| 7.  | 7 августа 2011  | Вашингтон, США            | Хард       | Роберт Линдстедт | Ненад Зимонич Микаэль Льодра         | 7-6(3) 6-7(6) [7-10]      |
| 8.  | 9 октября 2011  | Пекин, Китай              | Хард       | Роберт Линдстедт | Ненад Зимонич Микаэль Льодра         | 6-7(2) 6-7(4)             |
| 9.  | 19 февраля 2012 | Роттердам, Нидерланды     | Хард (зал) | Роберт Линдстедт | Ненад Зимонич Микаэль Льодра         | 6-4 5-7 [14-16]           |
| 10. | 13 мая 2012     | Мадрид, Испания           | Грунт      | Роберт Линдстедт | Марцин Матковский Мариуш Фирстенберг | 3-6 4-6                   |
| 11. | 7 июля 2012     | Уимблдон (3)              | Трава      | Роберт Линдстедт | Джонатан Маррей Фредерик Нильсен     | 6-4 4-6 6-7(5) 7-6(5) 3-6 |
| 12. | 12 января 2013  | Сидней, Австралия         | Хард       | Максим Мирный    | Боб Брайан Майк Брайан               | 4-6 4-6                   |
| 13. | 3 марта 2013    | Делрей-Бич, США           | Хард       | Максим Мирный    | Джеймс Блейк Джек Сок                | 4-6 4-6                   |
| 14. | 16 февраля 2014 | Роттердам, Нидерланды (2) | Хард (зал) | Жан-Жюльен Ройер | Микаэль Льодра Николя Маю            | 2-6 6-7(4)                |
| 15. | 17 января 2015  | Сидней, Австралия (2)     | Хард       | Жан-Жюльен Ройер | Рохан Бопанна Даниэль Нестор         | 4-6 6-7(5)                |
| 16. | 20 мая 2015     | Ницца, Франция            | Грунт      | Жан-Жюльен Ройер | Майкл Винус Мате Павич               | 6-7(4) 6-2 [8-10]         |
| 17. | 13 августа 2016 | Олимпиада                 | Хард       | Флорин Мерджа    | Марк Лопес Рафаэль Надаль            | 2-6 6-3 4-6               |
| 18. | 21 августа 2016 | Цинциннати, США           | Хард       | Жан-Жюльен Ройер | Иван Додиг Марсело Мело              | 6-7(5) 7-6(5) [6-10]      |
| 19. | 4 ноября 2018   | Париж, Франция            | Хард (зал) | Жан-Жюльен Ройер | Марсель Гранольерс Раджив Рам        | 4-6 4-6                   |
| 20. | 17 февраля 2019 | Роттердам, Нидерланды (3) | Хард (зал) | Жан-Жюльен Ройер | Хенри Континен Жереми Шарди          | 6-7(5) 6-7(4)             |
| 21. | 4 августа 2019  | Вашингтон, США (2)        | Хард       | Жан-Жюльен Ройер | Майкл Винус Равен Класен             | 6-3 3-6 [2-10]            |
| 22. | 7 марта 2021    | Роттердам, Нидерланды (4) | Хард (зал) | Кевин Кравиц     | Никола Мектич Мате Павич             | 6-7(7) 2-6                |
| 23. | 25 апреля 2021  | Барселона, Испания        | Грунт      | Кевин Кравиц     | Хуан Себастьян Кабаль Роберт Фара    | 4-6 2-6                   |
| 24. | 18 июля 2021    | Гамбург, Германия         | Грунт      | Кевин Кравиц     | Майкл Винус Тим Пюц                  | 3-6 7-6(3) [8-10]         |

### Финалы челленджеров и фьючерсов в парном разряде (38)

#### Победы (20)
| №   | Дата            | Турнир                   | Покрытие    | Партнёр                  | Соперники в финале                             | Счёт               |
| 1.  | 20 апреля 2003  | Каламата, Греция         | Хард        | Флорин Мерджа            | Константинос Икономидис Никос Ровас            | 6-4 1-6 6-3        |
| 2.  | 4 мая 2003      | Мушреф, Кувейт           | Хард        | Флорин Мерджа            | Иво Клец Йозеф Нестицкий                       | 6-4 7-6(6)         |
| 3.  | 11 мая 2003     | Мушреф, Кувейт           | Хард        | Флорин Мерджа            | Омар Авади Мусаф Аль Жаззаф                    | 6-2 7-5            |
| 4.  | 4 апреля 2004   | Сирос, Греция            | Хард        | Флорин Мерджа            | Роман Михалик Павел Шнобель                    | 7-5 3-6 6-3        |
| 5.  | 25 апреля 2004  | Доха, Катар              | Хард        | Флорин Мерджа            | Франк Мозер Бернард Парун                      | 6-1 6-2            |
| 6.  | 16 мая 2004     | Джуния, Ливан            | Грунт       | Флорин Мерджа            | Иво Церович Александрос Якупович               | 0-6 6-3 6-1        |
| 7.  | 13 июня 2004    | Констанца, Румыния       | Грунт       | Габриэль Морару          | Давид Луке Веласко Альберто Сориано Мальдонадо | 6-1 7-6(5)         |
| 8.  | 4 июля 2004     | Балш, Румыния            | Грунт       | Габриэль Морару          | Хуан Мартин Арангурен Доминик Коэн             | 6-0 4-6 6-2        |
| 9.  | 8 августа 2004  | Тимишоара, Румыния       | Грунт       | Флорин Мерджа            | Мариус Калугару Чиприан Петре Порумб           | 6-3 6-3            |
| 10. | 21 ноября 2004  | Гонолулу, США            | Хард        | Алекс Кузнецов           | Уэйн Одесник Зак Флейшман                      | Без игры           |
| 11. | 15 января 2006  | Тампа, США               | Хард        | Алекс Кузнецов           | Алекс Клейтон Дональд Янг                      | 7-6(9) 6-3         |
| 12. | 3 июня 2007     | Бакэу, Румыния           | Грунт       | Флорин Мерджа            | Космин Котет Богдан-Виктор Леонте              | 6-7(5) 7-6(12) 6-2 |
| 13. | 15 июля 2007    | Бухарест, Румыния        | Грунт       | Петру-Александру Лункану | Богдан-Виктор Леонте Лаурентиу-Антониу Эрлиц   | 6-4 6-2            |
| 14. | 9 сентября 2007 | Брашов, Румыния          | Грунт       | Флорин Мерджа            | Адриан Кручат Марсель-Йоан Мирон               | 5-7 6-3 [10-8]     |
| 15. | 2 марта 2008    | Шербур-Октевиль, Франция | Хард (зал)  | Флорин Мерджа            | Марсио Торрес Жан-Клод Шеррер                  | 7-5 7-5            |
| 16. | 15 июня 2008    | Милан, Италия            | Грунт       | Ив Аллегро               | Хуан Мартин Арангурен Марк Форнель Местрес     | 6-4 6-4            |
| 17. | 29 июня 2008    | Констанца, Румыния       | Грунт       | Флорин Мерджа            | Симоне Ваньоцци Жулио Сильва                   | 6-4 6-2            |
| 18. | 27 июля 2008    | Сан-Марино               | Грунт       | Ив Аллегро               | Фабио Коланджело Филипп Маркс                  | 7-5 7-5            |
| 19. | 9 ноября 2008   | Эккенталь, Германия      | Ковёр (зал) | Ив Аллегро               | Джеймс Окленд Марсио Торрес                    | 6-3 3-6 [10-7]     |
| 20. | 21 марта 2010   | Марракеш, Марокко        | Грунт       | Илья Бозоляц             | Джеймс Серретани Адиль Шамасдин                | 6-1 6-1            |

#### Поражения (18)
| №   | Дата             | Турнир                      | Покрытие    | Партнёр             | Соперники в финале                           | Счёт              |
| 1.  | 23 февраля 2003  | Загреб, Хорватия            | Хард (зал)  | Флорин Мерджа       | Андрей Крацман Иван Цинкус                   | 7-5 6-7(8) 1-6    |
| 2.  | 20 июля 2003     | Крайова, Румыния            | Грунт       | Флорин Мерджа       | Адриан Барбу Каталин-Йонут Гард              | 3-0 — отказ       |
| 3.  | 9 мая 2004       | Джуния, Ливан               | Грунт       | Флорин Мерджа       | Мустафа Гхус Харш Манкад                     | 3-6 7-5 6-7(1)    |
| 4.  | 18 июля 2004     | Бухарест, Румыния           | Грунт       | Флорин Мерджа       | Адриан Гаврила Адриан Кручат                 | 6-0 4-6 4-6       |
| 5.  | 20 ноября 2005   | Берри, Австралия            | Трава       | Рохан Бопанна       | Карстен Болл Эндрю Коэльо                    | 7-5 3-6 [5-10]    |
| 6.  | 11 июня 2006     | Юба-Сити, США               | Хард        | Николас Монро       | Скотт Липски Дэвид Мартин                    | 0-6 4-6           |
| 7.  | 2 июля 2006      | Констанца, Румыния          | Грунт       | Флорин Мерджа       | Константинос Икономидис Жан-Жюльен Ройер     | 6-7(1) 1-6        |
| 8.  | 20 августа 2006  | Манта, Эквадор              | Хард        | Николас Монро       | Эрик Нуньес Жан-Жюльен Ройер                 | 3-6 2-6           |
| 9.  | 26 ноября 2006   | Пуэбла-де-Сарагоса, Мексика | Хард        | Бруно Эчагарай      | Даниэль Гарса Жан-Жюльен Ройер               | 7-6(6) 3-6 [7-10] |
| 10. | 25 февраля 2007  | Браунсвилл, США             | Хард        | Александр Кудрявцев | Изак ван дер Мерве Николас Монро             | 5-7 6-7(5)        |
| 11. | 4 марта 2007     | Харлинген, США              | Хард        | Николас Монро       | Изак ван дер Мерве Уэсли Уайтхаус            | 3-6 1-6           |
| 12. | 1 июля 2007      | Констанца, Румыния          | Грунт       | Габриэль Морару     | Габриэль Трухильо Солер Марк Форнель Местрес | 4-6 4-6           |
| 13. | 25 августа 2007  | Карши, Узбекистан           | Хард        | Иван Додиг          | Эндрю Коэльо Адам Фини                       | 2-6 6-3 [7-10]    |
| 14. | 30 сентября 2007 | Бухарест, Румыния           | Грунт       | Флорин Мерджа       | Сантьяго Вентура Марсель Гранольерс          | 2-6 1-6           |
| 15. | 24 февраля 2008  | Безансон, Франция           | Хард (зал)  | Ив Аллегро          | Александр Пейя Филипп Пецшнер                | 3-6 1-6           |
| 16. | 27 апреля 2008   | Кремона, Италия             | Хард        | Флорин Мерджа       | Душан Вемич Эдуардо Шванк                    | 3-6 2-6           |
| 17. | 5 октября 2008   | Монс, Бельгия               | Хард (зал)  | Ив Аллегро          | Ловро Зовко Михал Мертиняк                   | 5-7 3-6           |
| 18. | 12 октября 2008  | Ренн, Франция               | Ковёр (зал) | Ив Аллегро          | Дик Норман Джеймс Окленд                     | 3-6 4-6           |

### Финалы турниров Большого шлема в смешанном парном разряде (3)

#### Победы (1)
| №  | Год  | Турнир                       | Покрытие | Партнёрша           | Соперники в финале         | Счёт           |
| 1. | 2012 | Открытый чемпионат Австралии | Хард     | Бетани Маттек-Сандс | Елена Веснина Леандер Паес | 6-3 5-7 [10-3] |

#### Поражения (2)
| №  | Год  | Турнир                       | Покрытие | Партнёрша      | Соперники в финале                 | Счёт           |
| 1. | 2014 | Открытый чемпионат Австралии | Хард     | Саня Мирза     | Кристина Младенович Даниэль Нестор | 3-6 2-6        |
| 2. | 2016 | Открытый чемпионат Австралии | Хард     | Коко Вандевеге | Елена Веснина Бруно Соарес         | 4-6 6-4 [5-10] |

## История выступлений на турнирах
| Турнир                       | 2007  | 2008  | 2009          | 2010          | 2011          | 2012   | 2013          | 2014          | 2015          | 2016  | 2017          | 2018          | 2019          | 2020          | 2021          | Итог   | В/П за карьеру |
| ---------------------------- | ----- | ----- | ------------- | ------------- | ------------- | ------ | ------------- | ------------- | ------------- | ----- | ------------- | ------------- | ------------- | ------------- | ------------- | ------ | -------------- |
| Турниры Большого шлема       |       |       |               |               |               |        |               |               |               |       |               |               |               |               |               |        |                |
| Открытый чемпионат Австралии | -     | -     | 3Р            | 2Р            | 1Р            | 1/2    | 2Р            | 2Р            | 1/2           | 1/4   | 3Р            | 2Р            | 1Р            | 2Р            | 3Р            | 0 / 13 | 22-13          |
| Открытый чемпионат Франции   | -     | 2Р    | 2Р            | 1Р            | 1/4           | 2Р     | 2Р            | 3Р            | 1/2           | 2Р    | 3Р            | -             | 1/4           | 3Р            | 1/4           | 0 / 13 | 24-13          |
| Уимблдонский турнир          | -     | К     | 3Р            | Ф             | Ф             | Ф      | 3Р            | 3Р            | П             | 1Р    | 1Р            | -             | 1/4           | НП            | 2Р            | 1 / 11 | 31-10          |
| Открытый чемпионат США       | -     | 2Р    | 2Р            | 3Р            | 1/4           | 3Р     | 1Р            | 3Р            | 1/4           | 3Р    | П             | 2Р            | 1Р            | 1/2           | 1/4           | 1 / 14 | 28-13          |
| Итог                         | 0 / 0 | 0 / 3 | 0 / 4         | 0 / 4         | 0 / 4         | 0 / 4  | 0 / 4         | 0 / 4         | 1 / 4         | 0 / 4 | 1 / 4         | 0 / 2         | 0 / 4         | 0 / 3         | 0 / 4         | 2 / 51 |                |
| В/П в сезоне                 | 0-0   | 2-3   | 6-4           | 8-4           | 11-4          | 12-4   | 4-4           | 7-4           | 16-3          | 6-4   | 10-3          | 2-2           | 6-4           | 6-3           | 9-4           |        | 105-49         |
| Олимпийские игры             |       |       |               |               |               |        |               |               |               |       |               |               |               |               |               |        |                |
| Летняя олимпиада             | НП    | -     | Не проводился | Не проводился | Не проводился | 1Р     | Не проводился | Не проводился | Не проводился | Ф     | Не проводился | Не проводился | Не проводился | Не проводился | -             | 0 / 2  | 4-2            |
| Итоговые турниры             |       |       |               |               |               |        |               |               |               |       |               |               |               |               |               |        |                |
| Итоговый турнир ATP          | -     | -     | -             | -             | Группа        | Группа | -             | Группа        | П             | -     | Группа        | -             | Группа        | -             | Группа        | 1 / 7  | 9-14           |
| Турниры серии Мастерс        |       |       |               |               |               |        |               |               |               |       |               |               |               |               |               |        |                |
| Индиан-Уэллс                 | -     | -     | -             | -             | 1Р            | 2Р     | -             | 1Р            | 1Р            | 1Р    | 1/4           | 2Р            | 1/4           | НП            | 1/4           | 0 / 9  | 8-9            |
| Майами                       | 1Р    | -     | -             | 1Р            | 1/4           | 1Р     | -             | 1Р            | 1/4           | 1Р    | 2Р            | 2Р            | 1Р            | НП            | 1/4           | 0 / 11 | 8-11           |
| Монте-Карло                  | -     | -     | -             | -             | 2Р            | 2Р     | 1/4           | 1Р            | 2Р            | 2Р    | 2Р            | 2Р            | 1Р            | НП            | 1Р            | 0 / 10 | 1-9            |
| Мадрид                       | -     | -     | -             | 2Р            | 1Р            | Ф      | 1/4           | 2Р            | 2Р            | П     | 1Р            | -             | П             | НП            | 2Р            | 2 / 10 | 15-8           |
| Рим                          | -     | -     | -             | -             | 1/4           | 1/2    | 1/2           | 1Р            | 1/4           | 2Р    | 1Р            | -             | 1Р            | 1Р            | 1/4           | 0 / 10 | 9-10           |
| Монреаль / Торонто           | -     | -     | -             | 2Р            | 2Р            | 1/2    | 2Р            | 1/4           | 1/4           | 1/2   | 2Р            | 1/4           | 2Р            | НП            | 1/2           | 0 / 11 | 13-11          |
| Цинциннати                   | -     | -     | -             | 1Р            | 2Р            | П      | 2Р            | 1/4           | 1/4           | Ф     | 1/4           | 1/2           | 1Р            | 1/4           | 2Р            | 1 / 12 | 18-11          |
| Шанхай                       | НП    | НП    | -             | 2Р            | 1/4           | 2Р     | 1Р            | 2Р            | 2Р            | -     | 1/2           | 2Р            | 2Р            | Не проводился | Не проводился | 0 / 9  | 6-9            |
| Париж                        | -     | -     | -             | 1Р            | 2Р            | 2Р     | 1/2           | 1/2           | 1/4           | 2Р    | 1/2           | Ф             | 1Р            | -             | 2Р            | 0 / 11 | 12-11          |
| Статистика за карьеру        |       |       |               |               |               |        |               |               |               |       |               |               |               |               |               |        |                |
| Проведено финалов            | 0     | 0     | 2             | 6             | 9             | 7      | 5             | 9             | 5             | 4     | 4             | 3             | 4             | 0             | 4             | 62     |                |
| Выиграно турниров            | 0     | 0     | 0             | 5             | 4             | 4      | 3             | 8             | 3             | 2     | 4             | 2             | 2             | 0             | 1             | 38     |                |
| В/П в МТ ATP: всего          | 2-3   | 3-8   | 19-20         | 33-23         | 47-29         | 49-25  | 34-23         | 50-23         | 49-22         | 36-20 | 41-26         | 27-12         | 32-24         | 12-9          | 36-19         |        | 473-286        |
| Σ % побед                    | 40 %  | 27 %  | 49 %          | 59 %          | 62 %          | 60 %   | 62 %          | 69 %          | 69 %          | 64 %  | 61 %          | 69 %          | 57 %          | 57 %          | 65 %          |        | 62 %           |

К — проигрыш в отборочном турнире.
| Турнир                       | 2010          | 2011          | 2012  | 2013          | 2014          | 2015          | 2016  | 2017          | 2019          | Итог   | В/П за карьеру |
| ---------------------------- | ------------- | ------------- | ----- | ------------- | ------------- | ------------- | ----- | ------------- | ------------- | ------ | -------------- |
| Турниры Большого шлема       |               |               |       |               |               |               |       |               |               |        |                |
| Открытый чемпионат Австралии | -             | 1/2           | П     | 1Р            | Ф             | 1Р            | Ф     | 2Р            | 1Р            | 1 / 8  | 16-7           |
| Открытый чемпионат Франции   | 1Р            | 2Р            | 2Р    | 2Р            | 2Р            | 1/2           | 1Р    | -             | -             | 0 / 7  | 7-7            |
| Уимблдонский турнир          | 2Р            | -             | 1Р    | 1/4           | 3Р            | 1/4           | 2Р    | -             | -             | 0 / 6  | 6-6            |
| Открытый чемпионат США       | 1Р            | 1Р            | 1Р    | 1Р            | 1Р            | 1/4           | -     | 1/2           | -             | 0 / 7  | 5-6            |
| Итог                         | 0 / 3         | 0 / 3         | 1 / 4 | 0 / 4         | 0 / 4         | 0 / 4         | 0 / 3 | 0 / 2         | 0 / 1         | 1 / 29 |                |
| В/П в сезоне                 | 1-3           | 4-3           | 6-3   | 3-4           | 6-4           | 7-4           | 3-3   | 4-2           | 0-1           |        | 36-27          |
| Олимпийские игры             |               |               |       |               |               |               |       |               |               |        |                |
| Летняя олимпиада             | Не проводился | Не проводился | -     | Не проводился | Не проводился | Не проводился | 1/4   | Не проводился | Не проводился | 0 / 1  | 1-1            |